# IC 4090
IC 4090 је појединачна звијезда у сазвјежђу Ловачки пси која се налази на листи објеката дубоког неба у Индекс каталогу.
Деклинација објекта је + 36° 50' 14" а ректасцензија 13h 1m 46,4s.